# Економіка Великої Британії
Еконо́міка Великої Брита́нії — шоста економіка у світі за об'ємом ВВП по ПКС (2020). Машинобудування та транспорт, промислові товари та хімікати є основними статтями експорту Великої Британії. Починаючи з 70-их років ХХ століття, видобуток нафти не тільки дозволив скоротити імпорт нафтопродуктів, але й приніс значний прибуток в зовнішній торгівлі. British Petroleum є не тільки найбільшою корпорацією Великої Британії, але посідає друге місце у Європі.
Велика Британія здійснює 10 % світового експорту всіх послуг — банківських, страхових, брокерських, консультативних, а також у галузі комп'ютерного програмування.
Велика Британія імпортує в 6 разів більше промислових товарів ніж сировини. Найзначнішим експортним партнером Великої Британії, поза межами ЄС, є Сполучені Штати Америки. Сім з десяти провідних постачальників товарів у Велику Британію — це країни ЄС.
Провідним сектором британської економіки є сфера послуг яка займає 77,8 % ВВП (2014). Темпи зростання цього сектора були на рівні 2 % у 2013 році по відношенню до 2012 року. Лідируюче положення займає його фінансова складова, яка визначає спеціалізацію країни в системі міжнародних економічних відносин і Лондон є найбільшим світовим фінансовим центром.

## Загальна інформація

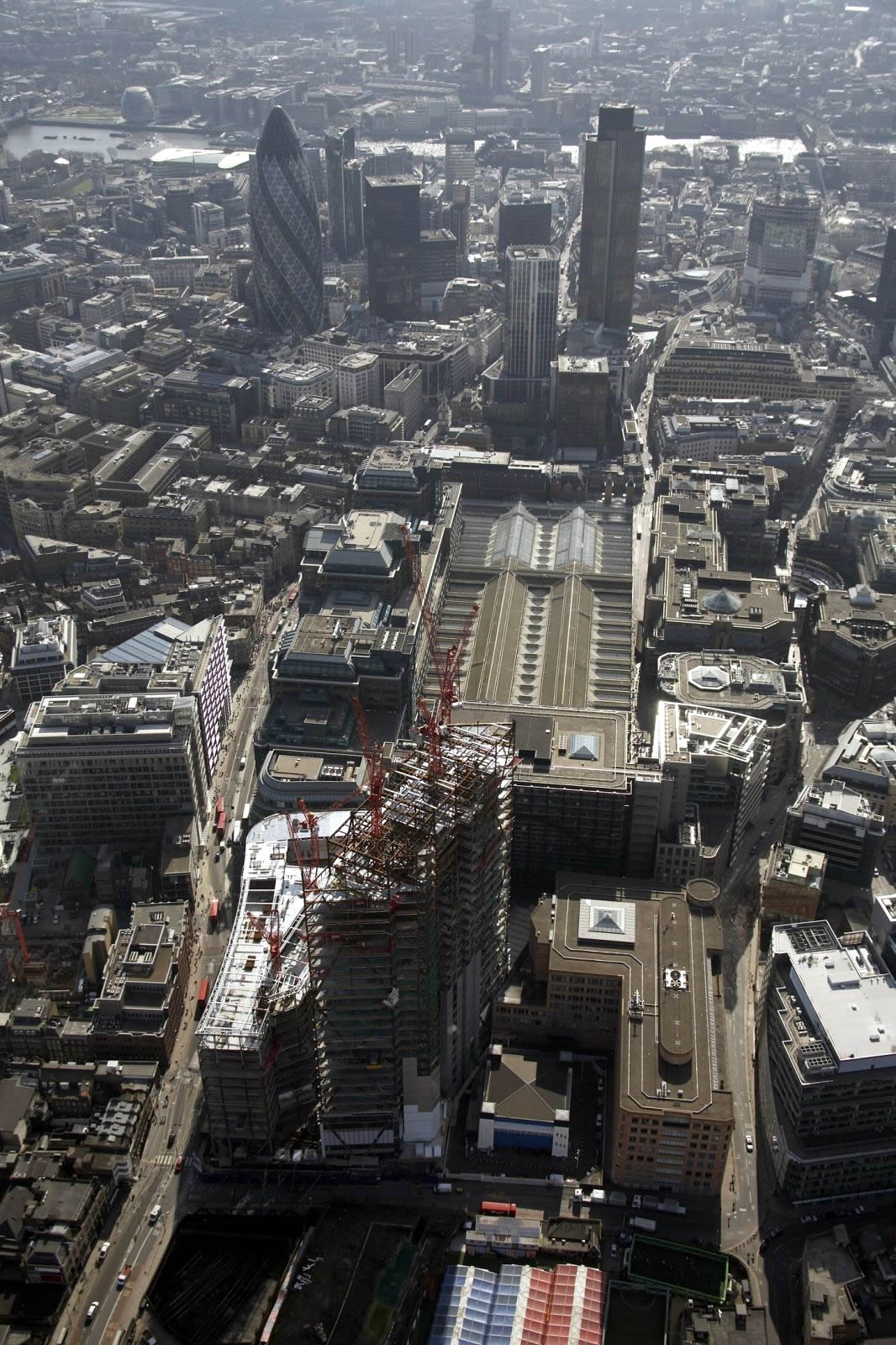
Лондон

Велика Британія — одна з найбільш економічно високорозвинених постіндустріальних країн світу. Основні галузі економіки: машинобудівна, електрообладнання та автоматика, корабле- та авіабудівна, електроніка, металургія, хімічна, вугільна, нафтова, паперова, харчова, текстильна, легка промисловість. Розвинуті всі види сучасного транспорту. Гол. порти: Лондон, Ліверпуль, Манчестер, Мілфорд-Гейвен, Галл, Саут-Гемптон, Іммінгем.
За даними [Index of Economic Freedom, The Heritage Foundation, U.S.A., 2001]: ВВП — $ 1200 млрд. Темп зростання ВВП — 2,1 %. ВВП на душу населення — $20 237. Прямі закордонні інвестиції — $ 36 млрд Імпорт — $ 356 млрд (г.ч. США — 13,2 %; Німеччина — 13,0 %; Франція — 9,5 %; Нідерланди — 7,1 %; Італія — 5,1 %). Експорт (машини та обладнання, нафта та нафтопродукти, продукція хім. промисловості) — $ 343 млрд (г.ч. США — 13,0 %; Німеччина — 12,0 %; Франція — 9,9 %; Нідерланди — 7,8 %; Ірландія — 5,7 %).

## Експорт
У 2020 році, Велика Британія експортувала товарів та послуг на суму близько 600 мільярдів фунтів стерлінгів. Але лише одна з 10 британських фірм торгує за кордоном.
Відповідно до нової угоди Великої Британії про вільну торгівлю з ЄС, експортувати до Європейського союзу (ЄС) стане набагато складніше, ніж на єдиному ринку.
Тим часом за оцінкою незалежного прогнозиста, Управління бюджетної відповідальності, експорт у ЄС у довгостроковій перспективі скоротиться приблизно на 15%.
Уряд Великої Британії оголосив про плани збільшити річний експорт Великої Британії до 1 трильйона фунтів стерлінгів до кінця десятиліття.

## Імпорт

### Імпорт з ФРН
Відповідно до даних статистичного органу ФРН експорт товарів до Великої Британії минулого року скоротився. За інформацією даного органу, у 2021 році німецькі компанії продали до Сполученого Королівства товарів на 65,4 млрд євро. Це падіння на 2,5% на додаток до падіння на 15,3% у 2020 році, коли пандемія порушила світову торгівлю.

## Історія
У кінці 18 ст. Велика Британія була першою індустріальною державою світу, а у 19 ст. вона виробила більше промислових товарів, ніж будь-яка інша країна; вона була також головним торговцем, перевізником, банкіром і інвестором у світовій економіці — тобто наддержавою того часу. Однак на початку 20 ст. промислова потужність британської економіки базувалася лише на деяких галузях. Виробництво вугілля, текстилю, заліза і сталі становили майже половину всіх прибутків промисловості. Важливу роль грали кораблебудування, залізничне обладнання і інша важка техніка, прив'язана до вуглевидобутку і виплавки сталі. Проте до кінця Першої світової війни у 1918 Велика Британія відстала від США у виробництві вугілля й металу та від Німеччини у виробництві хімічної продукції.
З 1970 року почалося відставання в розробці нових галузей — виробництві автомобілів, електроприладів, штучних волокон, а також деяких видів верстатів і хімічних продуктів. Регіони, де були сконцентровані ключові галузі британської промисловості, особливо вуглевидобуток, переживали серйозний економічний спад. Під час Другої світової війни втрати на морі, від бомбардування коштували Британії, за оцінками, 12 млрд доларів. Після Другої світової війни відродження економіки і її зростання стали можливими завдяки фінансовій допомозі США і Канади. Більш того швидке зростання світової торгівлі і виробництва забезпечили сприятливіші умови для розвитку нових галузей. До 1974, коли Британія приєдналася до Європейського економічного співтовариства, випуск промислової продукції майже постійно збільшувався. Основні види економічної діяльності — вуглевидобуток, кораблебудування, бавовняна промисловість і залізничний транспорт — скоротилися. Найпомітніше розширення виробництва сталося в хімічній промисловості, нафтохімії, виробництві енергоустаткування і автомобілебудуванні. До 1972 при будь-якому спалаху інфляції і серйозному дефіциті зовнішньоторговельного балансу уряд переорієнтовувався з політики заохочення економічного зростання на режим економії витрат. Це перемикання ускладнювало інвестування в проекти довгострокового характеру.
Після 1972 року була прийнята політика плаваючого курсу фунту стерлінгу. Після приходу до влади в 1979 консерваторів на чолі з Маргарет Тетчер грошова маса стала розглядатися як найважливіший чинник, що впливає на економіку і особливо на ціни. Уряд обмежив втручання держави в економіку і витрати державного сектора. Зростання інфляції сповільнилося, в 1987—1988 було відмічене зростання економіки. Істотне скорочення виробництва і інвестицій увергли британську економіку в нову смугу кризи — найбільш глибокої після Великої депресії.
У 20-у ст. Британія формувалася як країна зі змішаною економікою. Сфера виробництва знаходиться в основному в руках великих фірм. Після Другої світової війни деякі галузі були придбані урядом. Вугільні, газові і електричні компанії, залізниці, чорна металургія, цивільна авіація і частина компаній по наданню автотранспортних послуг були націоналізовані в 1945—1951 рр. Протягом 1970-х років як консерватори, так і лейбористи викупили компанії, які мали фінансові ускладнення, серед них — кораблебудівні, авіаконструкторські, автомобільні («Бритіш Лейленд») та інш. Лейбористський уряд (1974—1979) створив Британську національну нафтову корпорацію для надання підтримки в експлуатації нафтових ресурсів Північного моря; Національне управління з підприємництва для надання фінансової підтримки приватним компаніям; агентства з розвитку Шотландії і Уельсу. У 1980-і роки консервативний уряд продав в приватні руки 19 найприбутковіших державних компаній — серед них «Бритіш Ейруейз» (Британські авіалінії), «Бритіш гаснув» (Британський газ) і «Бритіш коммьюнітіс» (Британські телекомунікації). Космічна, кораблебудівна, сталеливарна галузі і водопостачання були також приватизовані, як і більшість компаній, що займалися енергетикою, за винятком ядерної галузі, шанси на виживання якої повністю залежать від державних субсидій.
Виробництво електроенергії: бл.305 млрд кВт·год (1992), г.ч. на ТЕС. Структура енергозабезпечення країни на початку XXI ст.: природний газ — 37 %; нафта — 35 %, вугілля — 16 %, атомна енергія — 11 %, інше — 1 %.
2019-2020 року великого удару по економіці країни завдала пандемія COVID-19. Під час дії найбільш суттєвих обмежень протягом квітня-червня 2020-го, економіка скоротилась на рекордні 20,4 % що стало другим квартальним падінням поспіль після зниження на 2,2 % у січні-березні 2020. Так шоста за величиною економіка планети увійшла в рецесію. Вже в червні ВВП зріс на 8,7 % порівняно з травнем 2020.

## Азартні ігри
Азартні ігри у Великій Британії — сфера британської економіки, що є легальною й контролюється державою. Азартні ігри в країні регулюються Комісією з азартних ігор від імені урядового Департаменту з питань цифрових технологій, культури, медіа та спорту (DCMS) відповідно до Закону про азартні ігри 2005 року. Цей Закон, зокрема, запровадив нову структуру захисту для дітей та дорослих з вразливих категорій, а також запровадив регулювання інтернет-казино.

## Дані про ВВП по роках

Мапа Британії поділена за ВВП на душу населення (2007)

| Рік  | Дані про ВВП по роках, £ | Курс відносно долара США | Індекс інфляції (2000=100) |
| ---- | ------------------------ | ------------------------ | -------------------------- |
| 1925 | 4,466                    | £0,21                    |                            |
| 1930 | 4,572                    | £0,21                    |                            |
| 1935 | 4,676                    | £0,20                    |                            |
| 1940 | 7,117                    | £0,26                    |                            |
| 1945 | 9,816                    | £0,25                    |                            |
| 1950 | 13,162                   | £0,36                    |                            |
| 1955 | 19,264                   | £0,36                    |                            |
| 1960 | 25,678                   | £0,36                    |                            |
| 1965 | 35,781                   | £0,36                    |                            |
| 1970 | 51,515                   | £0,42                    |                            |
| 1975 | 105,773                  | £0,45                    |                            |
| 1980 | 230,695                  | £0,42                    | 43                         |
| 1985 | 354,952                  | £0,77                    | 60                         |
| 1990 | 557,300                  | £0,56                    | 76                         |
| 1995 | 718,383                  | £0,63                    | 92                         |
| 2000 | 953,576                  | £0,65                    | 100                        |
| 2013 | 1 209,334                | £0,54                    | 107                        |
| 2014 | 1 822,48                 | £0,6462                  |                            |
| 2015 | 1 869,56                 | £0,6783                  |                            |

## Ринок нерухомості
У Липні 2022 року ціни на житло у Великій Британії зросли найшвидше за останні 18 років, оскільки попит, особливо на великі будинки, продовжував перевищувати кількість нерухомості на ринку.
При цьому, в червні 2022 року ціни зросли в річному обчисленні на 13%, що є найвищим показником з кінця 2004 року. Ціни зросли на 1,8%. у порівнянні з травнем 2022 року, що стало найбільшим місячним зростанням з початку 2007 року.
Типова нерухомість зараз коштує 294 845 фунтів стерлінгів, що є ще одним рекордом, оскільки ціни продовжують зростати, попри на кризу вартості життя. Протягом 2022 року ціни на житло зростали щомісяця і цього року зросли на 6,8%, або на 18 849 фунтів стерлінгів у грошовому еквіваленті.
У Північній Ірландії продовжується найбільше річне зростання цін на житло – на 15,2% до середньої ціни на нерухомість у 187 833 фунтів стерлінгів, повідомляє Halifax. Відстає Уельс із річним зростанням на 14,3% і середньою ціною £219 281.
Зараз шотландський будинок коштує в середньому 201 549 фунтів стерлінгів, що вперше в історії перевищило 200 000 фунтів стерлінгів і зросло на 9,9% у порівнянні з червнем минулого року.
Лондон продовжує відставати від інших регіонів із щорічним зростанням цін на 7,1%, хоча із середньою ціною нерухомості в 547 031 фунтів стерлінгів він залишається, безумовно, найдорожчим місцем у Великій Британії для покупки житла.

## Боргові зобов'язання

### Боргові зобов'язання місцевих громад
По всій Великій Британії рівень боргу місцевих органів влади з 2014 року зріс майже на 50% і на кінець 2021 року становив 130 мільярдів фунтів стерлінгів.